# Urtzi Arrondo Cuñado
Urtzi Arrondo Cuñado (Beasáin, Guipúzcoa, España, 27 de agosto de 1980) es un entrenador de fútbol español. Actualmente dirige a la Sociedad Deportiva Leioa de la Tercera Federación.

## Trayectoria
Natural de Beasáin, en la temporada 2014-15 se convierte en entrenador de la Sociedad Deportiva Beasáin en la Tercera División de España, club al que dirigiría durante cuatro temporadas. En su última temporada al frente del club beasaindarra disputó el Play-Off de ascenso a la Segunda División B de España.
El 28 de mayo de 2018, firma por el Gernika Club del Grupo 2 de la Segunda División B de España. Pese a acabar la temporada en la decimoséptima posición y descender a Tercera División de España, en junio de 2019 renueva su contrato como entrenador del Gernika Club para la temporada 2019-20.
El 12 de noviembre de 2019, sería destituido al frente del Gernika Club y es sustituido por Oskar Vales.
En 2020, firma como entrenador del equipo Juvenil de División de Honor del Antiguoko Kirol Elkartea, al que dirige durante temporada y media.
El 13 de enero de 2022, firma por la Sociedad Deportiva Leioa de Tercera División de España.
En la temporada 2022-23, es confirmado como entrenador de la Sociedad Deportiva Leioa de la Segunda Federación.

## Clubes
| Club                                | País              | Año             |
| ----------------------------------- | ----------------- | --------------- |
| Sociedad Deportiva Beasáin          | Bandera de España | 2014-2018       |
| Gernika Club                        | Bandera de España | 2018-2019       |
| Antiguoko Kirol Elkartea Juvenil DH | Bandera de España | 2020-2022       |
| Sociedad Deportiva Leioa            | Bandera de España | 2022-actualidad |